# Tmesisternus separatus
Tmesisternus separatus là một loài bọ cánh cứng trong họ Cerambycidae.